# Chupiquiña
El Chupiquiña (possiblement procedent del mot aimara Chupikiña) és un volcà que es troba a la frontera entre Xile i el Perú i que s'eleva fins als 5.789 metres sobre el nivell del mar. El vessant xilè es troba a la província de Parinacota, a la regió d'Arica i Parinacota, mentre el vessant peruà es troba a la província de Tacna, a la regió del mateix nom. El Chupiquiña es troba al sud-est de l'Achacollo i al sud del volcà Huancune, prop del també volcà Tacora.